# 대한민국 헌법 제93조
대한민국 헌법 제93조는 국민경제자문회의의 설립과 운영에 관한 대한민국 헌법의 조항으로, 총 2항으로 되어있다.

## 조항
①국민경제의 발전을 위한 중요정책의 수립에 관하여 대통령의 자문에 응하기 위하여 국민경제자문회의를 둘 수 있다.

②국민경제자문회의의 조직,직무범위 기타 필요한 사항은 법률로 정한다.